# Go-En'yū
L'empereur Go-En'yū (後円融天皇, Go-En'yū tennō, 11 janvier 1359 – 6 juin 1393) était le cinquième des prétendants de la Cour du Nord du Japon. Il a régné du 9 avril 1371 au 24 mai 1382.
Son nom personnel était Ohito (緒仁). Son nom posthume lui a été donné en mémoire de celui de l'empereur En'yū (on peut traduire le préfixe Go-, 後, par « postérieur », ce qui donne donc « Empereur En'yū postérieur ».)

## Généalogie
Go-En'yū était le second fils de son prédécesseur, Go-Kōgon. Sa mère était Nakako Fujiwara (藤原 仲子), fille de Kanetsuna Hirohashi (広橋 兼綱). Il eut trois enfants, dont le futur empereur Go-Komatsu.

## Biographie
En 1371, Ohito reçoit par proclamation impériale le rang de shinnō (prince impérial, et héritier potentiel). Immédiatement après cela, son père Go-Kōgon abdique en sa faveur. Il y a alors un désaccord entre Go-Kōgon et un autre ancien empereur du Nord, Sukō, sur la nomination du prince héritier, mais il est tranché en faveur du fils de Go-Kōgon grâce au soutien de Yoriyuki Hosokawa, qui contrôle le bakufu.
Jusqu'en 1374, Go-Kōgon continue à régner en tant qu'empereur retiré. En 1368, Yoshimitsu Ashikaga est nommé shogun, et sous son patronage, la Cour impériale est stabilisée. En 1382,  Go-En'yū abdique en faveur de Go-Komatsu et devient empereur retiré à son tour. Cependant, il ne détient aucun pouvoir réel et décide de se rebeller, tentant de se suicider et accusant Yoshimitsu Ashikaga et son impératrice-consort Itsuko d'adultère.
En 1392, la paix est conclue avec la Cour du Sud et l'époque Nanboku-chō prend fin. Go-En'yū meurt le 6 juin 1393

## Èresde son règne
(Cour du Nord)
- Ère Ōan
- Ère Eiwa
- Ère Kōryaku
- Ère Eitoku

(Cour du Sud)
- Ère Kantoku
- Ère Bunchū
- Ère Tenju
- Ère Kōwa

## Rival de la Cour du Sud
- Chōkei